# Zhang Jue
En aquest nom xinès, el cognom és Zhang.
Zhang Jue (mort el 184) va ser el líder dels rebels del Turbant Groc durant el període de la tardana Dinastia Han de la història xinesa. Es diu que era un seguidor del Taoisme i un bruixot. El seu nom es llegeix de vegades com Zhang Jiao.